# Laus Bengtsson
Laus Bengtsson (10. oktober 1937 – 9. august 2012) var en dansk sangskriver.
Bengtsson var i slutningen af tresserne sangskriver for blandt andet gruppen Alrune Rod og til Povl Dissing. Bengtsson stod for samtlige tekster på Povl Dissings hovedværk, Dissing fra 1969, der i folkemunde blev kaldt Nøgne øjne – som en af sangene på pladen.